# Base Alfred Faure

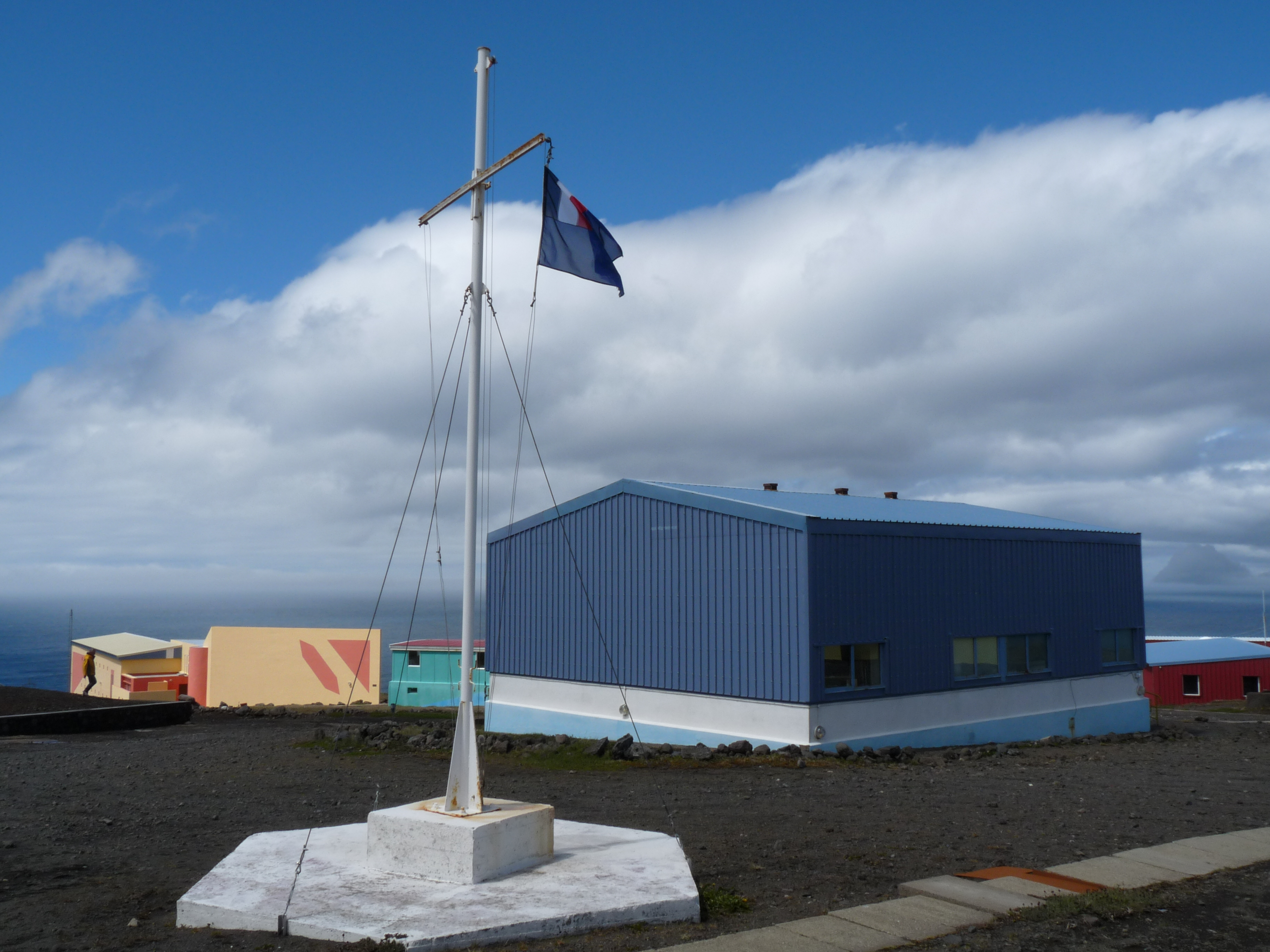
Bandera de las Tierras Australes y Antárticas Francesas en la Base Alfred Faure (diciembre de 2008).

La Base Alfred Faure (en francés: base Alfred-Faure) es un establecimiento científico permanente de Francia ubicado en las islas Crozet, que fue establecido en 1964 en la isla de la Posesión. Es una de las cuatro bases francesas en las Tierras Australes y Antárticas Francesas.
La base está construida a los pies de las montañas llamadas arrête des Djinns y de la meseta Jeannel, al abrigo de los vientos dominantes del oeste, en la costa oriental de la isla. Se encuentra a una altitud media de 130 metros al sur de la bahía de Marin, que es uno de los únicos puntos de desembarco de la isla (Port Alfred).
La primera misión francesa llegó a la isla en 1961. La base permanente fue construida en 1963 y fue abierta para el invierno de 1964. Recibió el nombre por el decreto del 22 de marzo de 1969, en homenaje a Alfred Faure, director de la misión de 20 personas responsables de la construcción de la base en 1963.
Cada año pasan el invierno en la base 15 personas, y unas 60 se establecen allí en verano. La superficie total de los edificios es de 2500 metros cuadrados. Existen varios refugios dependientes de la base en sitios remotos.
El reaprovisionamiento de la base es realizado por el barco Marion Dufresne, que demora 6 días de viaje para recorrer los 2860 km que la separan de la isla Reunión.
Desde 1982 la base está conectada a la costa por la única carretera de la isla, de 1,6 km de largo. Los dos teleféricos construidos en 1964 ya no se utilizan.
Desde 1974 funciona en la base un observatorio magnético que es parte de la red INTERMAGNET, red mundial de observatorios magnéticos digitales que proporcionan datos en tiempo real a través de satélites de telecomunicaciones. La Estación Sismológica Crozet fue inaugurada en 1986, y es parte de la red de vigilancia sísmica internacional llamada GEOSCOPE. Existe también una estación de mareógrafo automático que se activa cada media hora, y transmite en tiempo real a través del sistema Argos.